# Iwan Iwanow-Wano

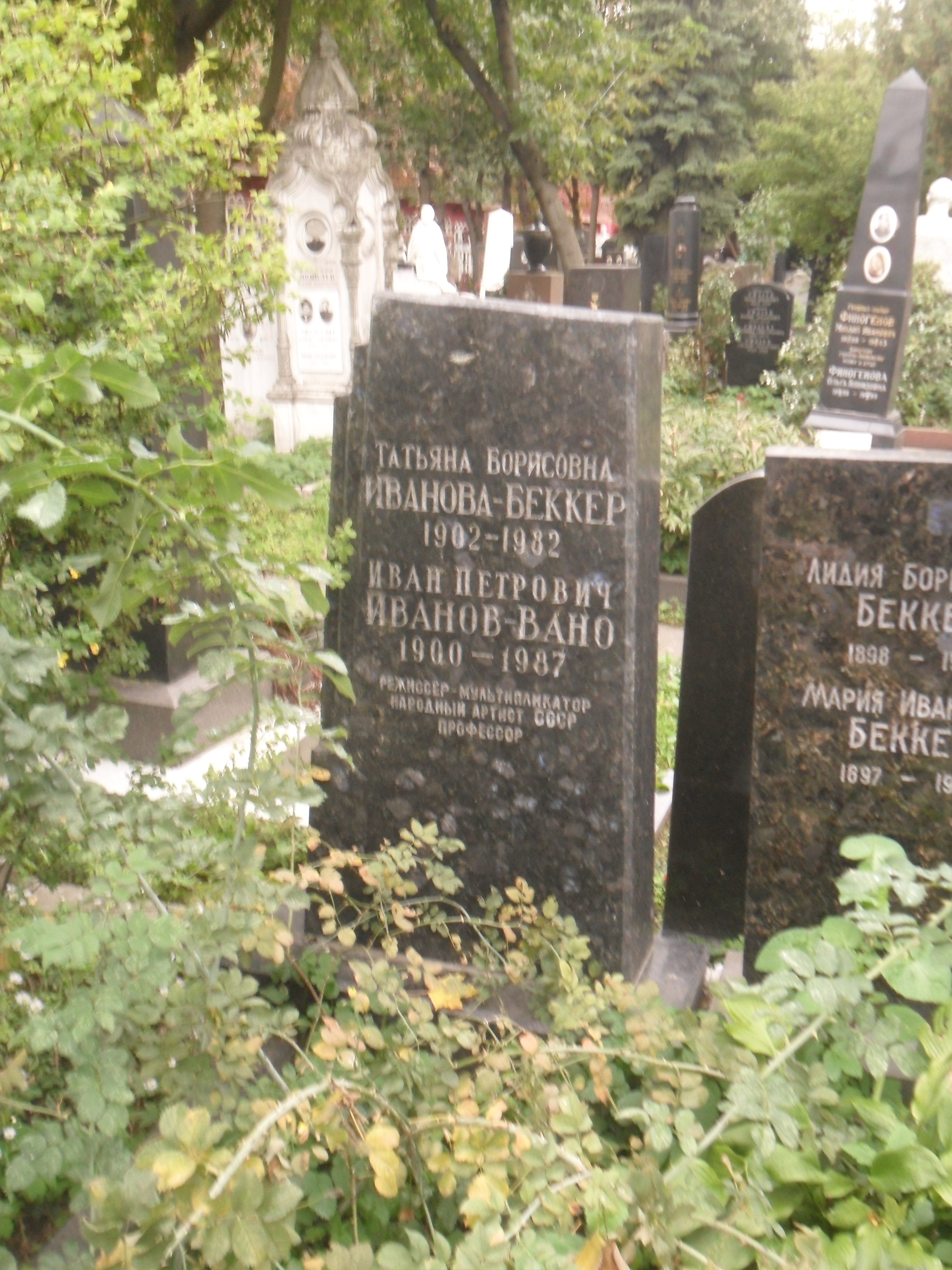
Grób Iwana Iwanowa-Wano na Cmentarzu Nowodziewiczym w Moskwie

Iwan Piotrowicz Iwanow-Wano (ros. Иван Петрович Иванов-Вано; ur. 27 stycznia?/8 lutego 1900 w Moskwie, zm. 25 marca 1987 tamże) – radziecki scenarzysta, animator i reżyser filmów animowanych. Czołowy przedstawiciel i teoretyk radzieckiej kinematografii rysunkowej, jej współorganizator i pracownik od początku istnienia. Ludowy Artysta RFSRR (1969). Członek KPZR od 1951 roku. Ludowy Artysta ZSRR (1985). 
Pionier radzieckiej animacji rysunkowej. Jeden z najstarszych radzieckich twórców-animatorów. Często nazywany bywa rosyjskim Disneyem. Jest twórcą pierwszego w ZSRR pełnometrażowego rysunkowego filmu barwnego Konik Garbusek (1947) – filmu animowanego utrzymanego w rosyjskim stylu ludowym.
W 1975 roku wykorzystując najnowsze osiągnięcia w technice filmu animowanego, nakręcił Konika Garbuska po raz drugi. 

## Życiorys
W 1923 roku ukończył Wchutiemas. Rok później rozpoczął pracę jako artysta-animator, a następnie reżyser w Państwowym Technikum Kinematografii (obecnie WGIK). Od 1936 roku pracował w studiu filmowym Sojuzmultfilm. Wykładał w WGIK, był profesorem na wydziale filmu animowanego. 
Był jednym z założycieli radzieckiej szkoły animacji. Jako pierwszy nauczał w WGIK zawodu artysty filmu animowanego. Jego studentami byli m.in. Marina Sokołowa, Alina Spieszniewa, Franczeska Jarbusowa, Siergiej Alimow, Stanisław Sokołow i Arkadij Tiurin.
Iwan Iwanow-Wano był twórcą animowanych bajek ludowych i literackich. Wiele jego filmów animowanych otrzymało nagrody na festiwalach filmowych. Jego ekranowe wersje rosyjskich bajek ludowych i klasycznych takich jak: Konik Garbusek (1948), Gęsi Baby-Jagi (1949), Bajka o śpiącej królewnie i siedmiu junakach (1951), Śnieżka (1952), Mańkut (1964), Pory roku (1969) oraz Bitwa nad Kierżeńcem (1971) należą do jego najlepszych dzieł.
Spoczywa pochowany na Cmentarzu Nowodziewiczym w Moskwie.

## Filmografia

### Animator
- Chiny w ogniu[1] (ros. Китай в огне, 1925)
- Przygody Münchhausena[1] (ros. Похождения Мюнхгаузена, 1929)

### Reżyser
- Czarny i biały[1] (ros. Блэк энд уайт, 1932, z L. Amalrik)
- Żurnal Sojuzmultfilmu nr 2/1941 (ros. Журнал Союзмультфилма Но.2/1941, 1941, razem z A. Iwanowem, O. Chodatajewą, Z. i W. Brumberg)
- Buciory faszystów depczą naszą ojczyznę (ros. Не топтать фашистскому сапогу нашей Родины, 1941) z A. Iwanowem)
- Skradzione słońce ((ros. Краденое солнце, 1944)
- Zimowa bajka[1] (ros. Зимняя сказка, 1945)
- Konik Garbusek[1][3] (ros. Конёк-Горбунок, 1947, z A. Snieżko-Błocką)
- Gęsi Baby-Jagi[1][3][5] (ros. Гуси-лебеди, 1949, z A. Snieżko-Błocką)
- Obcy głos (ros. Чужой голос, 1949)
- Bajka o śpiącej królewnie i o siedmiu bohaterach[5] (ros. Сказка о мёртвой царевне и о семи богатырях, 1951, z A. Snieżko-Błocką)
- Śnieżka[1][3][5] (ros. Снегурочка, 1952)
- Koncert w lesie[1] (ros. Лесной концерт, 1953)
- Brudasy, strzeżcie się![1] (ros. Мойдодыр, 1954)
- Odważny zając[5] (ros. Храбрый заяц, 1955)
- Dwanaście miesięcy[1] (ros. Двенадцать месяцев, 1956, z M. Botowem)
- W pewnym królestwie[3][5] (ros. В некотором царстве, 1957, razem z M. Botowem)
- Przygody Buratina[3][5] (ros. Приключения Буратино, 1959, razem z M. Botowem i D. Babiczenką)
- Mańkut[9] (ros. Левша, 1964, z W. Danilewiczem)
- Pory roku (ros. Времена года, 1969, z J. Norsztejnem)
- Bitwa nad Kierżeńcem (ros. Сеча при Керженце, 1971, z J. Norsztejnem, według legendy o Świtezi i poematu symfonicznego Rimskiego-Korsakowa)
- Ave Maria (ros. Аве Мария, 1972, z W. Danilewiczem)
- Konik Garbusek[3] (ros. Конёк-Горбунок, 1975, z B. Butakowem)
- Bajka o carze Sałtanie (ros. Сказка о царе Салтане, 1984, z L. Milczinem według baśni Puszkina)
- Animowana propaganda radziecka (ros. Советская мультипликационная пропаганда, ang. Animated Soviet Propaganda, 1997)
- Michaił Barysznikow – bajki z mojego dzieciństwa (ros. Истории из моего детства, ang. Stories from My Childhood, 1998)

## Nagrody na festiwalach
Konik Garbusek (1947) 

- 1948: Nagroda na Międzynarodowym Festiwalu Filmowym w Mariańskich Łaźniach (Czechosłowacja)

Odważny zając (1955) 

- 1957: Dyplom na I Brytyjskim Festiwalu filmów animowanych w Londynie (Anglia)

W pewnym królestwie (1957) 

- 1958: Pierwsza nagroda na XI Międzynarodowym Festiwalu Filmowym w Karlowych Warach (Czechosłowacja)

Mańkut (1964) 

- 1964: Dyplom Honorowy na VII Międzynarodowym Festiwalu Filmów Krótkometrażowych i Dokumentalnych w Lipsku (NRD)

Pory roku (1969) 

- 1970: Dyplom Honorowy na III Międzynarodowym Festiwalu filmów animowanych w Mamaia (Rumunia)

Bitwa nad Kierżeńcem (1971) 

- 1972: Dyplom Honorowy na II Międzynarodowym Festiwalu filmów animowanych w Zagrzebiu (Jugosławia)
- 1973: Grand Prix na Międzynarodowym Festiwalu filmów animowanych w Nowym Jorku (USA)

Konik Garbusek (1975) 

- 1979: Grand Prix na I Międzynarodowym Festiwalu Filmowym w Warnie (Bułgaria)
- 1979: Grand Prix na VI Międzynarodowym Festiwalu Filmowym w Teheranie (Iran)

Źródło:

## Odznaczenia
- 1957: Zasłużony Działacz Sztuk RFSRR
- 1969: Ludowy Artysta RFSRR
- 1985: Ludowy Artysta ZSRR
- Order Lenina
- Order Rewolucji Październikowej
- Dwa Ordery Czerwonego Sztandardu Pracy
- 1970: Nagroda Państwowa RFSRR imienia braci Wasiljewych za filmy animowane W pewnym królestwie (1957), Mańkut (1964) i Pory roku (1969)

Źródło: